# Блу-Маунтин (Арканзас)
Блу-Маунтин (англ. Blue Mountain) — город, расположенный в округе Логан (штат Арканзас, США) с населением в 132 человека по статистическим данным переписи 2000 года.

## География
По данным Бюро переписи населения США город Блу-Маунтин имеет общую площадь в 2,85 квадратных километров, водных ресурсов в черте населённого пункта не имеется.
Блу-Маунтин расположен на высоте 157 метров над уровнем моря.

## Демография
По данным переписи населения 2000 года в Блу-Маунтине проживало 132 человека, 33 семьи, насчитывалось 55 домашних хозяйств и 67 жилых домов. Средняя плотность населения составляла около 47,1 человека на один квадратный километр. Расовый состав Блу-Маунтина по данным переписи был исключительно белым.
Из 55 домашних хозяйств в 29,1 % — воспитывали детей в возрасте до 18 лет, 49,1 % представляли собой совместно проживающие супружеские пары, в 7,3 % семей женщины проживали без мужей, 38,2 % не имели семей. 32,7 % от общего числа семей на момент переписи жили самостоятельно, при этом 16,4 % составили одинокие пожилые люди в возрасте 65 лет и старше. Средний размер домашнего хозяйства составил 2,40 человек, а средний размер семьи — 3,15 человек.
Население города по возрастному диапазону по данным переписи 2000 года распределилось следующим образом: 26,5 % — жители младше 18 лет, 3,8 % — между 18 и 24 годами, 25,8 % — от 25 до 44 лет, 25,0 % — от 45 до 64 лет и 18,9 % — в возрасте 65 лет и старше. Средний возраст жителей составил 42 года. На каждые 100 женщин в Блу-Маунтине приходилось 109,5 мужчин, при этом на каждые сто женщин 18 лет и старше приходилось 102,1 мужчин также старше 18 лет.
Средний доход на одно домашнее хозяйство в городе составил 16 500 долларов США, а средний доход на одну семью — 23 750 долларов. При этом мужчины имели средний доход в 32 500 долларов США в год против 21 667 долларов среднегодового дохода у женщин. Доход на душу населения в городе составил 10 481 доллар в год. Все семьи Блу-Маунтин имели доход, превышающий уровень бедности, 19,3 % от всей численности населения находилось на момент переписи населения за чертой бедности, при этом 23,5 % из них были моложе 18 лет и 3,8 % — в возрасте 64 лет и старше.